# Magee College
Magee College là một viện đào tạo trực thuộc Đại học Ulster, nằm ở Derry, Bắc Ireland, Anh Quốc. Tiền thân của Trường là Trường Nghệ thuật và Thần học thuộc giáo hội cơ đốc giáo thành lập năm 1865. Hiện nay, trường không còn là một cơ sở đào tạo về tôn giáo mà trở thành một trong năm campus của Đại học Ulster.

## Đào tạo
Chương trình đào tạo đại học và sau đại học tại Magee College bao gồm Thường mại, Kịch trường, Giáo dục, Công nghệ Thông tin, Ngôn ngữ hiện đại, Âm nhạc, Điều dường, Tâm lý và các ngành Khoa học xã hội.

### Nghiên cứu
Magee là nơi đặt "Học viện Hàn lâm về Di sản Văn hóa Ireland" (AICH), nơi nghiên cứu về văn hóa liên quan đến Ireland, và Viện nghiên cứu Ulster-Scots thành lập năm 2001 để nghiên cứu về lịch sử và di sản Ulster-Scots. Đây cũng là nơi đặt Viện nghiên cứu Xung đột Quốc tế, một chương trình đồng tài trợ của Đại học Liên Hợp Quốc (United Nation University) và Đại học Ulster. Thành lập năm 1993, Viện nghiên cứu Xung đột quốc tế có nhiệm vụ nghiên cứu các vấn đề xung đột tại Bắc Ireland cũng như nghiên cứu tìm các giải pháp giải quyết các xung đột trên thế giới.

## Lịch sử hình thành
Tên gọi Magee College được lấy từ tên Martha Magee, góa phụ của một mục sư thuộc giáo hội cơ đốc giáo. Vào năm 1845 ông đã tặng 20.000 bảng Anh cho Giáo hội Cơ đốc giáo Ireland để xây dựng một trường dạy về Nghệ thuật và Thần học ở Bắc Ireland. Trường được đưa vào hoạt động năm 1865 chủ yếu như một trường đào tạo về thần học, nhưng cũng nhận cả sinh viên từ nhiều giáo phái khác nhau vào nghiên cứu một số các chuyên ngành khác. Từ năm 1880, trường là một thành viên của Đại học Hoàng gia Ireland, rồi sau đó trở thành một thành viên của Trinity College, Dublin sau khi Đại học Hoàng gia Ireland bị giải thể để chuyển thành Đại học Quốc gia Ireland vào năm 1909. Năm 1953, Trường thần học trong Magee College tách ra và chuyển đến Belfast để sáp nhập vào "Union Theological College". Cũng trong năm này, Magee College không còn trực thuộc Trinity College và trở thành một trường độc lập có tên Magee College University với hy vọng sẽ trở thành một trường đại học tổng hợp thứ hai sau Đại học Queen's Belfast. Tuy nhiên điều này đã không thành hiện thực mà Magee College được sáp nhập vào New University of Ulster năm 1969.

### Các mốc thời gian quan trọng
- 1845 — Martha Magee trao quỹ xây dựng trường.
- 1865 — Magee College khánh thành và đưa vào giảng dạy.
- 1880 — Magee College trở thành thành viên của Đại học Hoàng gia Ireland.
- 1909 — Đại học Hoàng gia Ireland giải thể. Magee College trở thành trường độc lập1953 — Magee University College nhận được ngân quỹ hỗ trợ đầu tiên của chính phủ
- 1969 — Magee University College sáp nhập với New University of Ulster.
- 1978 — Trường thần học đóng cửa để chuyển tới Belfast.
- 1984 — New University of Ulster sáp nhập với Đại học Bách khoa Ulster tại Jordanstown, hình thành nên Đại học Ulster.

## Tip O’Neill Chair
Đặt tại Magee College, "Tip O’Neill Chair" về nghiên cứu hòa bình được thiết lập để tưởng niệm diễn giả người Mỹ Thomas "Tip" O'Neill, một người nổi tiếng đã ủng hộ cho hòa bình tại Bắc Ireland. Mở màng cho "Tip O’Neill Chair" bằng bài diễn thuyết của cựu tổng thống Mỹ Bill Clinton vào năm 1995. Được sự tài trợ của quỹ Ireland, "Tip O’Neill Chair" do Giáo sư John Hume làm chủ tọa từ năm 2003, người đã từng được giải Nobel hòa bình. Trong khoảng thời gian làm chủ tọa "Tip O’Neill Chair", Giáo sư Hume Magee đã tổ chức nhiều bài thỉnh giảng liên quan đến việc hoạch định chính sách quốc gia và quốc tế với nhiều nhân vật nổi tiếng được mời tới diễn giải như:
- Mitchell Reiss, Phái viên đặc biệt của Mỹ về Bắc Ireland, 2006
- John Kerry, Thượng nghị sĩ Mỹ 2006
- Garret Fitzgerald, Cựu Thủ tướng Cộng hòa Ireland, 2005
- Hillary Rodham Clinton, Thượng nghị sĩ Mỹ, 2004
- Kofi Annan, Tổng thư ký Liên Hợp Quốc, 2004
- Romano Prodi, Chủ tịch Cộng đồng châu Âu, 2004
- Pat Cox, Chủ tịch Quốc hội châu Âu, 2004
- Bertie Ahern, Thủ tướng Ireland và Chủ tịch Hội đồng châu Âu, 2003
- Bill Clinton, Cựu Tổng thống Mỹ, 2003
- Michel Rocard, Cựu Thủ tướng Pháp, 2003